# Арабаев, Автандил Анисович
Автандил Анисович Арабаев (11 августа 1962, Джалал-Абад, Ошская область — 24 июня 2024, Бишкек) — кыргызстанский учёный-правовед, доктор юридических наук, профессор. Заслуженный юрист Кыргызской Республики. Депутат Жогорку Кенеша — парламента Кыргызской Республики IV созыва.

## Биография
Родился 11 августа 1962 года в городе Джалал-Абад. В 1981 году окончил школьное отделение Джалал-Абадского педагогического училища имени А. С. Пушкина; в 1986 году — факультет русского языка и литературы Фрунзенского педагогического института русского языка и литературы; в 2000 году — Институт переподготовки и повышения квалификации кадров Кыргызского государственного национального университета по специальности «юриспруденция». Обучался в аспирантуре Института государства и права Национальной академии наук Республики Казахстан и докторантуре Института философии и политико-правовых исследований Национальной академии наук Кыргызской Республики. В 2000 году защитил кандидатскую диссертацию на тему «Становление конституционного законодательства суверенной Кыргызской Республики», в 2008 году — докторскую диссертацию на тему «Парламентаризм в Кыргызстане: проблемы теории и практики».
Педагогическую деятельность начал в 1986 году преподавателем, работал во Фрунзенском педагогическом институте русского языка и литературы; Кыргызской государственной юридической академии при Правительстве Кыргызской Республики; Кыргызско-Казахской академии права и государственной службы; Кыргызском национальном университете имени Ж. Баласагына; Международной академии управления, права, финансов и бизнеса в должностях старшего преподавателя; доцента; профессора; заведующего кафедрой; директора института. С октября 2018 года работает профессором Джалал-Абадского государственного университета.
В сфере научной деятельности с 1998 года, когда поступил в аспирантуру Института государства и права Национальной академии наук Республики Казахстан. В 2000 году защитил диссертацию на тему «Становление конституционного законодательства суверенной Кыргызской Республики» на соискание ученой степени кандидата юридических наук по специальности: 12.00.02 — конституционное право; муниципальное право.
В 2003 году был назначен директором Научно-исследовательского института законодательства и сравнительного правоведения Кыргызской государственной юридической академии при Правительстве Кыргызской Республики. В 2008 году защитил докторскую диссертацию на тему «Парламентаризм в Кыргызстане: проблемы теории и практики» по специальности: 12.00.02 — конституционное право; муниципальное право. В 2011 году назначен заведующим Научно-образовательным отделом государственной и правовой политики Юридического института Кыргызского национального университета имени Ж. Баласагына, затем стал заведующим центром науки, инноваций и государственного языка. С 2015 года работает в системе Национальной академии наук Кыргызской Республики. В октябре того же года назначен ведущим научным сотрудником Института философии и политико-правовых исследований, в январе 2017 года стал ведущим научным сотрудником Института гуманитарных и региональных исследований Национальной академии наук Кыргызской Республики.
С 2009 года по 2017 год работал членом Экспертного совета Высшей аттестационной комиссии Кыргызской Республики по юридическим наукам. В 2010—2012 годы был членом Диссертационного совета по защите докторских диссертаций по юридическим специальностям при Алма-Атинской академии МВД Республики Казахстан. С апреля 2017 года по апрель 2019 года работал председателем диссертационного совета по защите кандидатских диссертаций по юридическим специальностям при Южном отделении Национальной академии наук Кыргызской Республики. В 2019 году избран Почетным иностранным членом Межрегиональной ассоциации конституционалистов России. Под его научным руководством успешно защитились 1 доктор, 7 кандидатов юридических наук. Главный редактор Научно-методического журнала «Право и политика». Член Редакционной коллегии Научного журнала «Доклады Казахской академии образования». Председатель редакционной коллегии Научно-практического журнала «Заманбап илим».
В сфере общественно-политической и государственной службы с 1987 года. Работал в комсомоле. В 1987 году был избран секретарем Комитета ЛСКМ Киргизии Фрунзенского педагогического института русского языка и литературы (на правах райкома) и работал до 1989 года. В 1996—2003 годы работал в Аппарате Законодательного собрания Жогорку Кенеша-парламента Кыргызской Республики старшим консультантом, заведующим сектором, заместитель заведующего отделом по международным делам, межпарламентским связям и протоколу. В декабре 2007 года был избран депутатом Жогорку Кенеша-парламента Кыргызской Республики IV созыва. Работал заместителем председателя Комитета Жогорку Кенеша по конституционному законодательству, государственному устройству, законности и правам человека.
В последние годы работал руководителем Центра правовых и политических исследований НИСИ при президенте Кыргызской Республики.
Скончался 24 июня 2024 года в Бишкеке на 62-м году жизни.

## Труды
Автор 125 научных трудов, в том числе 5 монографий и 4 учебников по проблемам теории государства и права, конституционного и парламентского права.
Наиболее известные издания:
- Арабаев А.А. Конституционное развитие Кыргызстана: Монография. — Бишкек : БАИС, 1998. — 216 с.
- Арабаев А.А. Конституционное законодательство Кыргызской Республики: Монография. — Бишкек, 2001. — 298 с.
- Арабаев А.А. Законодательная власть, законодательный акт, законотворчество: Монография. — Бишкек : ИФП НАН КР, 2003. — 126 с.
- Арабаев А.А. Конституционное право Кыргызской Республики: Учебное пособие. — Бишкек : КГЮА, 2005. — 120 с.
- Арабаев А.А. Парламентаризм в Кыргызстане: теория и практика становления: Учебное пособие. — Бишкек : КГЮА, 2005. — 305 с.
- Арабаев А.А. Парламентаризм и Парламент Кыргызстана: генезис, состояние, перспективы: Монография. — Бишкек : Просвещение, 2008. — 588 с.
- Арабаев А.А. Современный Кыргызстан: государственно-правовое развитие: Монография. — Бишкек : Право и политика, 2009. — 672 с.
- Арабаев А., Арабаев Р., Береналиева А. Парламентское право Кыргызской Республики»: Учебник. — Бишкек : КНУ, Юрид. ин-т, 2013. — 480 с.
- Арабаев А.А., Арабаев Р.А. Кыргыз Республикасынын Конституциялык укугу: Жалпы жана Өзгөчө бөлүктөрү: Окуу китеби.. — Бишкек : КУУ, Юрид. ин-т, 2014.

## Семья
Жена — Элмира Айбашевна Сырдыбаева (род. 14 ноября 1960).
Дочери:
- Аруна Арабаева-Береналиева (род. 13 июля 1984), кандидат политических наук, дипломат;
- Назира Арабаева (род. 13 сентября 1994), государственная служащая.

Сын Руслан Арабаев (род. 17 ноября 1985), кандидат юридических наук, государственный служащий.

## Награды
- Медаль СССР «За трудовое отличие» (1986) — за ударный труд и достижение высоких показателей в работе[12].
- Почетное звание «Заслуженный юрист Кыргызской Республики» (2009) — за плодотворную законотворческую деятельность, заслуги в реформировании конституционных основ Кыргызской Республики[13].
- Почетная грамота Межпарламентской Ассамблеи государств-участников Содружества Независимых Государств (2009) — за активное участие в деятельности Межпарламентской Ассамблеи СНГ и её органов, вклад в укрепление дружбы между народами государств-участников Содружества[14].
- Почетная серебряная медаль В. И. Вернадского (2017) — за высокие научные достижения и большой вклад в развитие России[15].